# Jeroen Delmee
Jeroen Petrus Maria Delmee (Boxtel, 8 maart 1973) is een voormalig Nederlands tophockeyer. Hij maakte zijn debuut op 30 januari 1994 in de oefeninterland in en tegen Zuid-Afrika (uitslag 3-4). Zijn 401ste en tevens laatste interland speelde hij op 22 augustus 2008. Hij kwam in Oranje tot tien doelpunten.
Zijn vader Harrie was sinds eind jaren zeventig actief als hockeycoach in Noord-Brabant. Delmee speelde achtereenvolgens voor MEP, Tilburg en van 1996 tot 2007 voor Hockeyclub 's-Hertogenbosch. Met die laatste club won hij de landstitel in 1998 en 2001. Van 2007 tot en met 2011 speelde Delmee voor Oranje Zwart, waar hij ook op 38-jarige leeftijd zijn carrière afsloot.
Hij kan zowel uit de voeten op het middenveld als in de defensie. Met de Nederlandse ploeg won hij de olympische titel in 1996 en 2000, en de Champions Trophy in 1996, 1998, 2000 en 2003. Verwierf in zijn debuutjaar voor Oranje de bijnaam Delmis omdat hij de beslissende strafbal miste in de finale van het wereldkampioenschap van 1994 in Sydney tegen Pakistan.
Delmee, een neef van collega-international Sander van der Weide, overwoog na de Olympische Spelen van 2004 in Athene af te zwaaien als international, maar kwam terug op dat besluit. Mede omdat hij (nog) geen geschikte baan had gevonden. Zijn ervaring was bovendien onmisbaar voor de nationale ploeg, zo bleek bij de Champions Trophy van december 2004 in Pakistan. Daar speelde Delmee op dinsdag 7 december 2004 in de groepswedstrijd tegen Pakistan (4-1-overwinning) zijn driehonderdste interland.
Na een moeizaam seizoen 2006/2007, waarin Den Bosch zich maar net wist te handhaven in de hoofdklasse, werd bekend dat Delmee het komende seizoen uitkomt voor Oranje Zwart uit Eindhoven.
Op 8 augustus 2008 werd bekend dat Delmee tijdens de officiële opening van de Olympische Spelen van Peking de Nederlandse vlag mag dragen. Op deze zelfde spelen speelde hij zijn laatste interland voor Oranje. Deze vierhonderdeneenste wedstrijd liep uit op een grote deceptie. Het Nederlands team verloor met 2-6 van Australië in de strijd om het brons. Delmee zei in een interview over deze wedstrijd, over zijn team het volgende: "We zijn een stel sukkels, die de laatste jaren niks hebben bijgeleerd". Wel sprak hij in het programma Studio Sportzomer de hoop uit dat hij nog eens naar de Olympische Spelen terug zou keren als begeleider van een hockeyteam.
Na zijn actieve loopbaan ging Delmee zich toeleggen op het trainersvak. Op 4 december 2010 werd hij samen met zijn voormalige clubcoach Toon Siepman aangesteld als assistent-bondscoach van het Belgische nationale mannenteam. Het duo ging de nieuwe bondscoach Colin Batch bijstaan. Delmee, in het bezit van maar liefst 401 caps, was tot oktober 2010 actief als assistent-bondscoach van de Nederlandse vrouwen. Siepman maakte al eerder deel uit van de technische staf in België. Het drietal loodste België naar de Olympische Zomerspelen 2012, waar de ploeg de vijfde plaats behaalde. In 2014 werd hij bondscoach van België.
Na een periode als trainer van TMHC Tilburg was hij van 2017 tot 2021 bondscoach van Frankrijk. In september 2021 werd hij bondscoach van het Nederlands team. Delmee leidde de ploeg in 2023 naar goud op het Europees kampioenschap en brons op het Wereldkampioenschap. Een jaar later won hij met Oranje goud bij de Olympische Zomerspelen in Parijs. In de finale werd Duitsland na een Shoot-out verslagen. Delmee is de eerste Nederlandse sporter die èn als speler èn als coach Olympisch goud won.

## Internationale erelijst
| JAAR | TOERNOOI                      | PLAATS                    | RESULTAAT     |
| ---- | ----------------------------- | ------------------------- | ------------- |
| 1994 | Champions Trophy              | Lahore, Pakistan          | Brons         |
| 1994 | Wereldkampioenschap           | Sydney, Australië         | Zilver        |
| 1995 | Europees kampioenschap        | Dublin, Ierland           | Zilver        |
| 1995 | Champions Trophy              | Berlijn, Duitsland        | Vierde plaats |
| 1996 | Olympische Spelen             | Atlanta, Verenigde Staten | Goud          |
| 1996 | Champions Trophy              | Chennai, India            | Goud          |
| 1997 | Champions Trophy              | Adelaide, Australië       | Vierde plaats |
| 1998 | Wereldkampioenschap           | Utrecht, Nederland        | Goud          |
| 1998 | Champions Trophy              | Lahore, Pakistan          | Goud          |
| 1999 | Champions Trophy              | Brisbane, Australië       | Brons         |
| 1999 | Europees kampioenschap        | Padova, Italië            | Zilver        |
| 2000 | Champions Trophy              | Amstelveen, Nederland     | Goud          |
| 2000 | Olympische Spelen             | Sydney, Australië         | Goud          |
| 2001 | Champions Trophy              | Rotterdam, Nederland      | Brons         |
| 2002 | Wereldkampioenschap           | Kuala Lumpur, Maleisië    | Brons         |
| 2002 | Champions Trophy              | Keulen, Duitsland         | Goud          |
| 2003 | Champions Trophy              | Amstelveen, Nederland     | Goud          |
| 2003 | Europees kampioenschap        | Barcelona, Spanje         | Vierde plaats |
| 2004 | Olympische Spelen             | Athene, Griekenland       | Zilver        |
| 2004 | Champions Trophy              | Lahore, Pakistan          | Zilver        |
| 2005 | Europees kampioenschap        | Leipzig, Duitsland        | Zilver        |
| 2005 | Champions Trophy              | Chennai, India            | Zilver        |
| 2006 | Champions Trophy              | Terrassa, Spanje          | Goud          |
| 2007 | Europees kampioenschap        | Manchester, Engeland      | Goud          |
| 2008 | Olympische Spelen             | Beijing, China            | Vierde plaats |
| 2024 | Olympische Spelen (als coach) | Parijs, Frankrijk         | Goud          |

## Onderscheidingen
- 2000 – Gouden Stick
- 2005 – Gouden Stick

Floris Jan Bovelander · 
Jacques Brinkman · 
Maurits Crucq · 
Marc Delissen · 
Jeroen Delmee · 
Taco van den Honert · 
Ronald Jansen · 
Erik Jazet · 
Leo Klein Gebbink · 
Bram Lomans · 
Tycho van Meer · 
Teun de Nooijer · 
Wouter van Pelt · 
Stephan Veen · 
Guus Vogels · 
Remco van Wijk ·
Coach: Roelant Oltmans
Jacques Brinkman · 
Jaap-Derk Buma · 
Jeroen Delmee · 
Marten Eikelboom · 
Piet-Hein Geeris · 
Ronald Jansen · 
Erik Jazet · 
Bram Lomans · 
Teun de Nooijer · 
Wouter van Pelt · 
Stephan Veen · 
Guus Vogels · 
Diederik van Weel · 
Sander van der Weide · 
Remco van Wijk · 
Peter Windt ·
Coach: Maurits Hendriks
Matthijs Brouwer · 
Ronald Brouwer · 
Jeroen Delmee · 
Geert-Jan Derikx · 
Rob Derikx · 
Marten Eikelboom · 
Floris Evers · 
Erik Jazet · 
Karel Klaver · 
Jesse Mahieu · 
Teun de Nooijer · 
Rob Reckers · 
Taeke Taekema · 
Klaas Veering · 
Guus Vogels · 
Sander van der Weide ·
Coach: Terry Walsh
Thomas Boerma · 
Matthijs Brouwer · 
Ronald Brouwer · 
Jeroen Delmee · 
Geert-Jan Derikx · 
Rob Derikx · 
Laurence Docherty · 
Jeroen Hertzberger · 
Robert van der Horst · 
Timme Hoyng · 
Teun de Nooijer · 
Rob Reckers · 
Taeke Taekema · 
Guus Vogels · 
Roderick Weusthof · 
Sander van der Weide ·
Coach: Roelant Oltmans
Seve van Ass ·  
Lars Balk ·  
Koen Bijen ·  
Pirmin Blaak ·  
Justen Blok ·  
Thierry Brinkman ·  
Jorrit Croon ·  
Thijs van Dam ·  
Jonas de Geus ·  
Steijn van Heijningen ·  
Tjep Hoedemakers ·  
Jip Janssen ·  
Floris Middendorp ·  
Joep de Mol ·  
Duco Telgenkamp ·  
Derck de Vilder ·  
Floris Wortelboer ·  
Steijn van Heijningen (invaller) ·  
Tijmen Reyenga (invaller) ·
Coach: Jeroen Delmee